# Hylophylax
Genre
Hylophylax est un genre de passereaux de la famille des Thamnophilidae.

## Liste d'espèces
Selon la classification de référence du Congrès ornithologique international (version 2.5, 2010) :
- Hylophylax naevioides – Fourmilier grivelé
- Hylophylax naevius – Fourmilier tacheté
- Hylophylax punctulatus – Fourmilier perlé